# Massif du Cap-Sicié
Le massif du Cap-Sicié, enclave de la Provence cristalline en Provence calcaire, fait partie des Monts toulonnais. Il est situé entre les communes de La Seyne-sur-Mer et Six-Fours-les-Plages et représente l'un des points les plus au sud de la région Provence-Alpes-Côte d'Azur, marquant la limite orientale du golfe du Lion.

## Toponymie
L'origine du nom remonte vraisemblablement à l'Antiquité grecque. Cependant, les premières traces écrites remontent à l'époque romaine. Elles font référence à Circius, nom par lequel on désignait le mistral. Il existe néanmoins une seconde thèse qui s'appuie sur le mot latin siccus qui évoque l'idée de « sécheresse ». Il est difficile de déterminer quelle hypothèse est la bonne. La vérité se trouve peut-être à mi-chemin entre les deux. En effet, il était fréquent que les équipages doivent patienter à l'abri du Creux Saint-Georges (Saint-Mandrier) ou au Brusc par temps de mistral, le cap étant alors difficile à doubler.
Au Moyen Âge, le cap est mentionné dans les portulans sous le nom de Sesiech, Cessiech ou encore Siccieh. Au XVIIIe siècle, on distingue les graphies Siciat, Sicier ou encore Cicie. Ce n'est qu'au XIXe siècle que le cap adoptera son orthographe actuelle.

## Géographie

### Situation, topographie

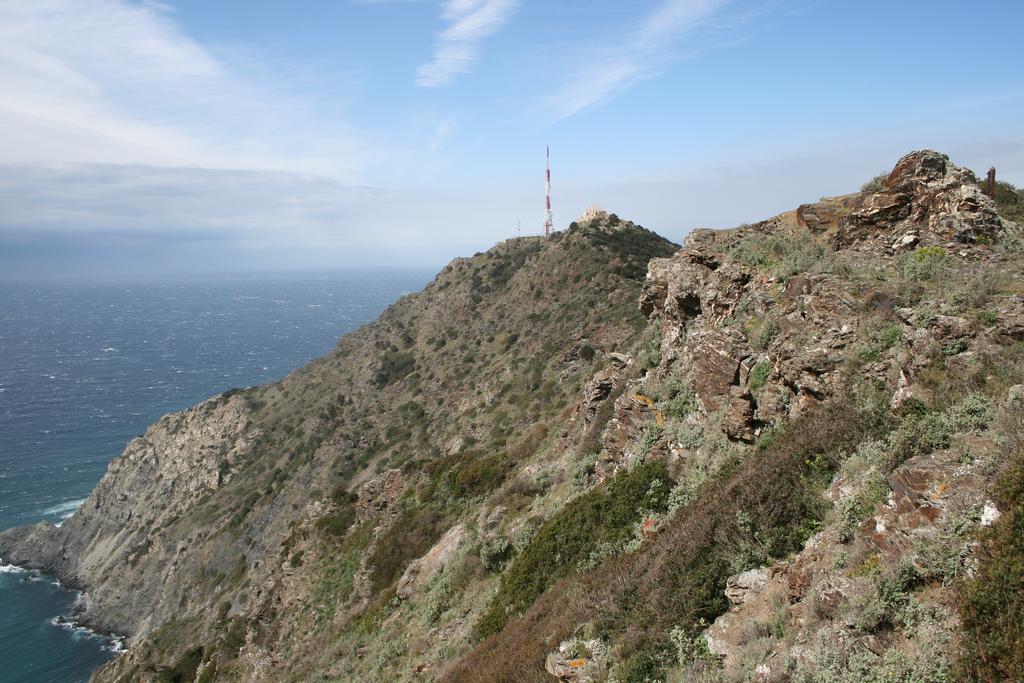
Le cap Sicié.

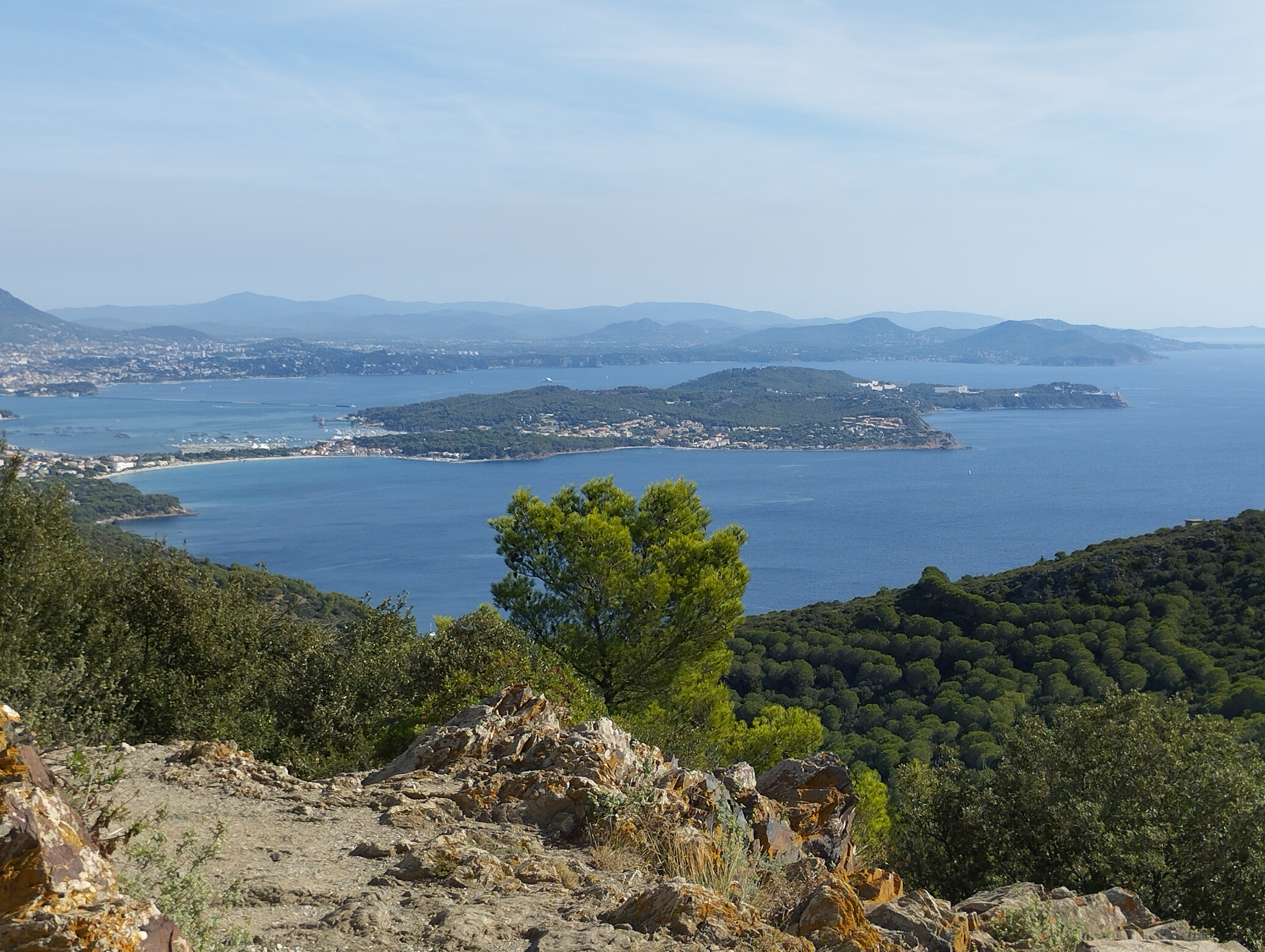
Vue vers l'est sur Les Sablettes et Saint-Mandrier.

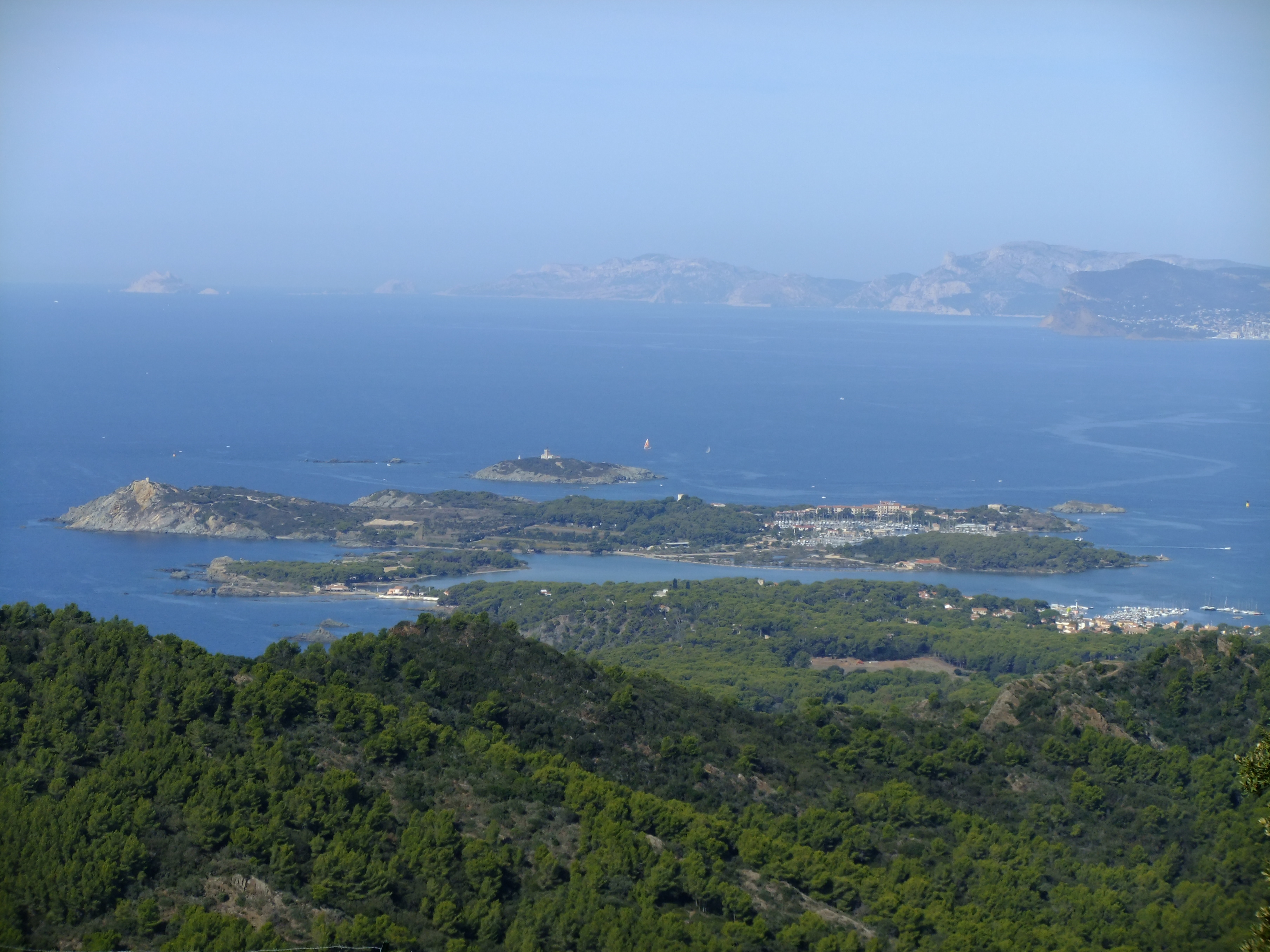
Vue vers l'ouest sur l'archipel des Embiez.

La base du massif s'étend sur sept kilomètres de Brégaillon à la baie de Sanary. Sa plus grande largeur est d'environ quatorze kilomètres[réf. nécessaire].
De nature très accidentée, le massif représente une surface approximative de cinq mille hectares. Son point culminant, où se dresse Notre-Dame-du-Mai (aussi appelée Notre-Dame-de-Bonne-Garde ou la Bonne Mère), s'érige à 352 mètres d'altitude.
En direction du nord, le terrain baisse rapidement pour aboutir à la plaine qui s'étend dans un axe Reynier-Mar Vivo-Les Sablettes. Dans cette déclivité, un seul point reprend de la hauteur. Il s'agit du mamelon du vieux Six-Fours qui culmine à 210 mètres d'altitude et sur lequel est posé le fort militaire édifié après la destruction de ce hameau dans sa plus grande majorité.
Au point culminant du massif, on peut admirer une vue panoramique allant du massif des Maures jusqu'aux calanques de Marseille et l'île de Riou sans oublier la rade et les îles d'Hyères, la presqu'île de Giens mais également la rade de Toulon qui s'étale au pied du Coudon, de la chaîne du mont Faron, le mont Caume, le Baou de Quatre Ouro et le Gros-Cerveau.
Le phénomène d'érosion naturelle a sculpté roches et falaises et les appellations désignant tel ou tel lieu, telle ou telle roche sont très nombreuses. Parmi les principales :
- le Pilon désigne la pointe avancée de la batterie de la Verne (francisation du provençal pieloun, qui signifie « pic, pilier », mot de la même famille que pié, qui se traduit par « petite hauteur, puy » — cf. le Saint-Pilon de la Sainte-Baume) ;
- le Gabian (de l'occitan provençal gabian, « goéland ») désigne la plage de galets du ruisseau de l'Oïde, unique cours d'eau permanent du massif ;
- le Frédéric désigne des îlots bien connus des pêcheurs locaux ;
- la Chaînette désigne le haut fond de roches qui relie les Deux Frères au massif.

Il en existe beaucoup d'autres comme la Pierre de l'Autel, la Cheminée, le Grand Gaou ou encore Coucoussa. Autant d'appellations courantes que l'on ne retrouve pas mentionnées dans les guides touristiques.
L'intérieur du massif quant à lui est constitué de vallons, de petites plaines arrosées de ruisseaux qui ne sont pérennes qu'à l'automne et en hiver.

### Géologie
Le massif du Cap-Sicié, « avant-poste de la Provence cristalline au sein de la Provence calcaire » a souvent été étudié. Parmi les géologues qui s'y sont intéressés figurent Émile Haug, Léon Bertrand et Pierre Termier.
Le terrain est un terrain primaire, hercynien constitué de phyllades, pierres d'apparence plate que les gens du cru appellent les laussives (du provençal lauve qui signifie « pierre plate »). Celles-ci sont généralement cloisonnées de quartzites blancs et comprennent des schistes sériciteux de couleurs différentes (gris-bleu, noir ou brun) et ne renferment pas de fossiles.
De 1939 à 1963, une série de travaux d'études menée par Claude Gouvernet établit que les roches du côté occidental du massif présentent une identité parfaite avec les terrains précambriens bretons (antérieur à -550 millions d'années) tandis que les roches situées du côté oriental sont plus proches de l'époque carbonifère (-280 à -220 millions d'années).
Le massif du Cap-Sicié est l'un des vestiges d'un immense continent disparu sous les eaux à l'ère tertiaire (entre -70 et -1 million d'années).

### Flore
La végétation du massif subit les assauts du vent et la rigueur des sécheresses mais est d'une très grande vitalité. Elle est constituée, en grande majorité, de pins, de ronciers et de buissons de salsepareille.

## Histoire

### Catastrophe aérienne du cap Sicié
Le 14 juillet 1948 un avion civil britannique Dakota de type DC3 qui assure le transport du courrier Le Caire - Londres s'écrase sur les rochers du cap Sicié. Cet accident est très probablement dû à l'intensité du brouillard présent lors de l'accident. Les quatre membres d'équipage et deux passagers, tous de nationalité britannique, ont été tués sur le coup. Les victimes ont été enterrées au cimetière Saint-Pierre de Marseille, à l'exception du copilote dont le corps a été probablement rapatrié en Angleterre.

### Monuments et infrastructures

#### Chapelle de Notre-Dame-du-Mai
Aussi appelée La Bonne Mère ou Notre-Dame-de-Garde, l'édifice doit son origine à deux événements que la croyance populaire a catalogués comme miracles et qui sont rapportés, entre autres, par Fraysse et Jouglas.
En 1625, un orage d'une extrême violence éclata et la foudre frappa la tour de garde du cap Sicié qui prit feu. Les occupants parvinrent à s'échapper des flammes et furent convaincus que seul un miracle les avait sauvés. Appartenant à l'ordre des Pénitents Gris, l'église ayant une emprise affirmée sur les populations, le prieur de l'ordre, bientôt suivi de la population, furent convaincus que seule la Vierge Marie fut capable de réaliser un tel miracle. Une croix fut donc plantée, dans un premier temps sur les lieux mêmes des événements. Par la suite, la population locale souhaitant un édifice plus important au nom de la Vierge Marie, un pénitent fut chargé de reconnaître les lieux pour trouver les matières premières qui permettraient l'élévation de l'édifice souhaité. Non seulement ce pénitent trouva-t-il de l'eau (l'actuelle source Notre-Dame aussi appelée fontaine Roumagnan), mais il trouva également de la chaux. Du moins ce qu'il pensait être de la chaux puisque la chaux ne se trouve pas en gisement directement exploitable mais nécessite que l'on calcine dans des fours la pierre à chaux. La découverte de l'eau et de la supposée chaux fut considérée comme un second miracle. Deux miracles, de l'eau et des matériaux ; tout était là pour justifier l'élévation d'un lieu saint dont les travaux débutent le 3 mai 1625. En 1633, l'édifice est agrandi et une statue de la Vierge Marie est posée au centre du sanctuaire.
Notre-Dame-du-Mai fut un lieu de pèlerinages important et très couru comme l'attestent les nombreuses niches qui longent le chemin menant au sanctuaire et autour desquelles planent de nombreuses légendes.

#### Antenne TDF

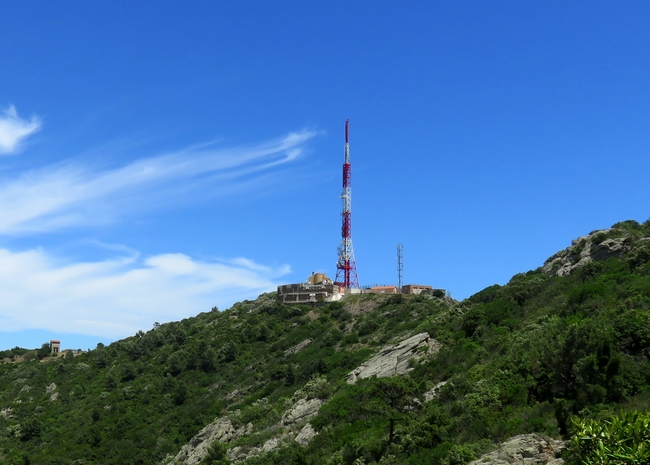
Le relais TDF du cap Sicié.

Le relais du cap Sicié est un puissant émetteur d'ondes radio et de télévision mesurant 82 mètres de haut. Sa zone de réception va de La Ciotat au Lavandou.

#### La batterie du Peyras
C'est une batterie militaire construite durant la guerre de 1870. Elle servit notamment durant la Seconde Guerre mondiale, contrôlée par les Allemands, à éliminer les avions américains lors du débarquement de Provence.

#### Poste photoélectrique du cap Sicié

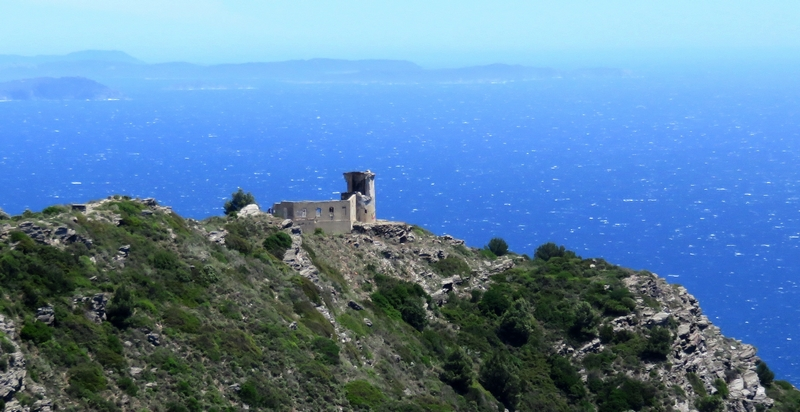
Poste photoélectrique du cap Sicié

Sur le cap Sicié proprement dit, on peut voir encore aujourd'hui les ruines d'infrastructures construites vers la fin du XIXe siècle, ou au début du XXe siècle. Il s'agit des vestiges du poste photoélectrique qui éclairait le champ de tir de la batterie du Peyras située au-dessus. Une usine électrique avec des citernes est bâtie au pied de la falaise. Quelques mètres plus bas se trouvait un petit bâtiment de garde. De ce bâtiment, un étroit et raide escalier doublé d'une rampe de deux mètres de large destiné à convoyer les marchandises descend jusqu'au niveau de la mer sur un quai en béton armé à environ quarante mètres en contrebas. Tout au bout du cap on peut voir une sorte de petite tour surmontée d'un lanterneau dans lequel est creusé un puits qui hébergeait un monte-charge. Un second puits de diamètre inférieur accolé au premier recevait un escalier métallique à vis.
Le puits débouche au fond sur deux galeries perpendiculaires avec des rails. La galerie en direction du sud débouche sur un espace semi-circulaire protégé par une énorme coupole en acier qui était l'abri de jour du projecteur.

#### La station d'épuration Amphitria

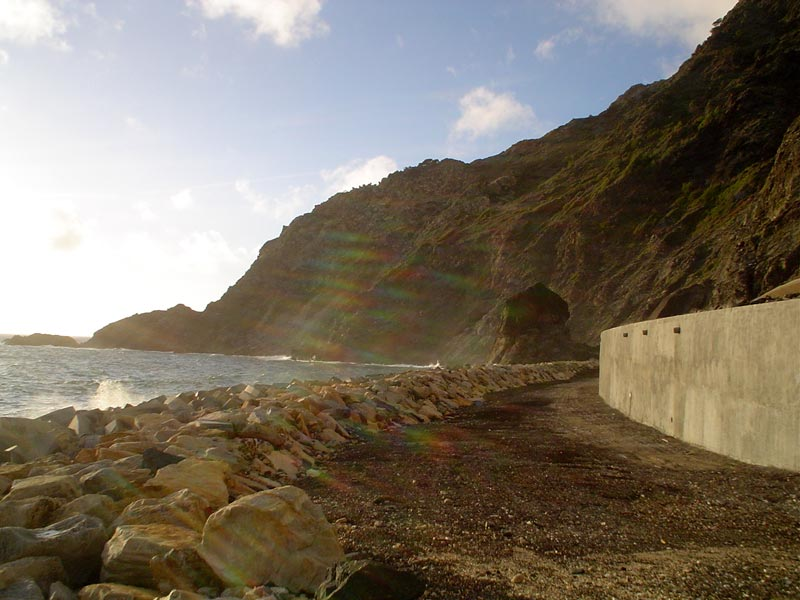
La station Amphitria.

Conçue pour épurer l'eau de l'agglomération toulonnaise, la station d'épuration se situe au pied de la falaise du massif, s'intégrant à l'environnement visuel. Elle est reliée par un tunnel long d'environ 1,5 kilomètre jusqu'à la D 2816 reliant le quartier seynois de Fabrégas au quartier six-fournais du Brusc en passant par le massif. L'eau est amenée grâce à une immense conduite d'eau souterraine datant de 1942 qui part de Toulon ouest pour déboucher à Amphitria. Mais ce n'est que depuis la construction de cette station d'épuration en 1997 que les rejets à la mer sont propres. Avant cette date, les eaux usées étaient directement rejetées sans aucun contrôle. Cette station ultra moderne fait maintenant l'objet de visites et sert de modèle.